# Vanhornia leileri
Vanhornia leileri är en stekelart som beskrevs av Karl-Johan Hedqvist 1976. Vanhornia leileri ingår i släktet Vanhornia, och familjen Vanhorniidae. Arten är reproducerande i Sverige.